# Дворец на Дарий в Суза
Дворецът на Дарий е дворцов комплекс в Суза, който е сред най-древните градове в света, столица на Ахеменидското царство.
Строителството му започва по нареждане на Дарий I, върви успоредно на подобно в Персеполис. Завършен е от Ксеркс I.
Изграден е на изкуствено издигната платформа с височина 15 метра, покриваща 100 хектара. Дворцовият комплекс включва самия дворец, голяма зала за приеми и монументална порта. Пред тези сгради има покрит пасаж (пропилеум).
Стените му са изградени от кирпич с тухлена фасада, а стълбовете му са каменни. Вътрешните стени са покрити с гланцирани тухли, върху които са изобразени безсмъртни войници, крилати лъвове и редици лотоси. За украса на стените са използвани цветни тухли.
Подобно на други дворци от Ахеменидския период, този дворец е разрушен от нашествието на Александър Велики.